# Юрино (Московская область)
Юрино — деревня в Талдомском районе Московской области России. Входит в состав сельского поселения Квашёнковское. Население — 12 чел. (2010).

## География
Расположена на севере Московской области, в северной части Талдомского района, примерно в 21 км к северо-востоку от центра города Талдома. Ближайшие населённые пункты — деревни Глебово, Кузнецово и Ульянцево.

## Население
| 1859 | 1888 | 1926 | 2002 | 2006 | 2010 |
| ---- | ---- | ---- | ---- | ---- | ---- |
| 113  | ↗158 | ↘140 | ↘3   | ↘1   | ↗12  |

## История
В «Списке населённых мест» 1862 года Юрино — владельческая деревня 2-го стана Калязинского уезда Тверской губернии по левую сторону Дмитровского тракта, в 34½ верстах от уездного города, при колодце, с 13 дворами и 113 жителем (61 мужчина, 52 женщины).
По данным 1888 года входила в состав Озерской волости Калязинского уезда, проживало 26 семей общим числом 158 человек (71 мужчина, 87 женщин).
Постановлением президиума ВЦИК от 15 августа 1921 года Озерская волость была включена в состав Ленинского уезда Московской губернии.
По материалам Всесоюзной переписи населения 1926 года — деревня Глебовского сельского совета Озерской волости Ленинского уезда, проживало 140 жителей (58 мужчин, 82 женщины), насчитывалось 33 хозяйства, среди которых 27 крестьянских.
С 1929 года — населённый пункт в составе Ленинского района Кимрского округа Московской области.
Постановлением ЦИК и СНК от 23 июля 1930 года округа́ как административно-территориальные единицы были ликвидированы. Постановлением Президиума ВЦИК от 27 декабря 1930 года городу Ленинску было возвращено историческое наименование Талдом, а район был переименован в Талдомский.
В 1954 году Глебовский сельсовет был упразднён, его территория передана Озерскому сельсовету.
1963—1965 гг. — Юрино в составе Дмитровского укрупнённого сельского района.
В 1973 году административный центр Озерского сельсовета был перенесён в деревню Кошелёво, а сельсовет переименован в Кошелёвский.
В 1994 году Московской областной думой было утверждено положение о местном самоуправлении в Московской области, сельские советы как административно-территориальные единицы были преобразованы в сельские округа.
1994—2004 гг. — деревня Кошелёвского сельского округа Талдомского района.
Постановлением Губернатора Московской области от 3 июня 2004 года № 106-ПГ Кошелёвский сельский округ был объединён с Ермолинским и Николо-Кропоткинским сельскими округами в единый Ермолинский сельский округ.
2004—2006 гг. — деревня Ермолинского сельского округа Талдомского района.
2006—2009 гг. — деревня сельского поселения Ермолинское.
В 2009 году деревня Юрино вошла в состав сельского поселения Квашёнковское Талдомского муниципального района Московской области, образованного путём выделения из состава сельского поселения Ермолинское.